# Nkolbibanda
Nkolbibanda est un village de la région du Centre du Cameroun. Il est localisé dans l'arrondissement (commune) de Ngoumou et le département de la Méfou-et-Akono, à 50 km au sud-ouest de Yaoundé.
Il se trouve au nord de la petite réserve forestière d'Ottotomo (2 950 ha), dans la forêt dense humide semi-caducifoliée guinéo-congolaise. Lorsque la réserve a été établie par l'administration coloniale dans les années 1930, le village a perdu une partie de ses terres.

## Population
En 1965-1966, la localité comptait 219 habitants, principalement des Ewondo. Lors du recensement de 2005, on y dénombrait 71 personnes.

## Économie
Les habitants de Nkolbibanda vivent principalement de l'agriculture. Ils pratiquent des cultures par rotation (cacao, manioc), récoltent de plus en plus de l’huile de palme et des produits forestiers traditionnels. Ils chassent des gibiers de brousse (rats palmistes, porcs-épics, antilopes).